# Mpumalanga Black Aces
Mpumalanga Black Aces war ein Fußballverein aus Witbank, Mpumalanga in Südafrika. Der Klub wurde 1937 als Ukhumba Black Aces gegründet und war 1996 als Witbank Aces Gründungsmitglied der Premier Soccer League. Der Verein spielt mehrere Jahre in der erstklassigen südafrikanischen Premier Soccer League. 2016 wurden die Franchise-Rechte verkauft und die Mannschaft aufgelöst.
Als Spielort diente das Atlantic Stadion in Witbank mit einer Kapazität von 20.000 Plätzen.

## Erfolge
- 2008 – Nedbank Cup Finalist

## Bekannte Spieler
- Marc Eberle (2010–2011)